# Felsted (Denemarken)
Felsted is een plaats in de Deense regio Zuid-Denemarken, gemeente Aabenraa, en telt 1116 inwoners (2007).
- Virtual International Authority File: 311736544